# Eva (Alabama)
Pour les articles homonymes, voir Eva.
Eva est une municipalité américaine située dans le comté de Morgan en Alabama.
Selon le recensement de 2010, sa population est de 519 habitants. La municipalité s'étend sur 4,10 milles carrés (10,62 km2).
D'abord appelé Cowhead, la localité est renommée en l'honneur de la fille ou la femme de William J. Rooks Jr., son premier receveur des postes. Eva devient une municipalité en 1963.

## Démographie
| 1970 | 1980 | 1990 | 2000 | 2010 |
| ---- | ---- | ---- | ---- | ---- |
| 146  | 185  | 438  | 491  | 519  |